# 찬양하는 가야금
찬양하는 가야금은 대한민국의 음악 그룹이다. 2019년 싱글 《바울의 편지》로 데뷔했다.

## 방송
- 우리소리 찬양한마당 (2022) - 챌린지상

참여:민지숙, 송우주, 박소진, 이샘이, 김연수, 강경아

## 음반
- 바울의 편지 (2019)
- 주님과의 봄날 (2019)
- 예수 나셨네 (2019)
- 모든 것 아시는 주님 (2020)
- 찬양하는 가야금 1집 - 민들레처럼 하나님을 경외하라 (2021)
- 제1회 국악찬양 오디션 우리소리 찬양한마당 (2022)